# Liparis tartaricus
Liparis tartaricus är en fiskart som beskrevs av Soldatov, 1930. Liparis tartaricus ingår i släktet Liparis och familjen Liparidae. Inga underarter finns listade i Catalogue of Life.